# 키비나스

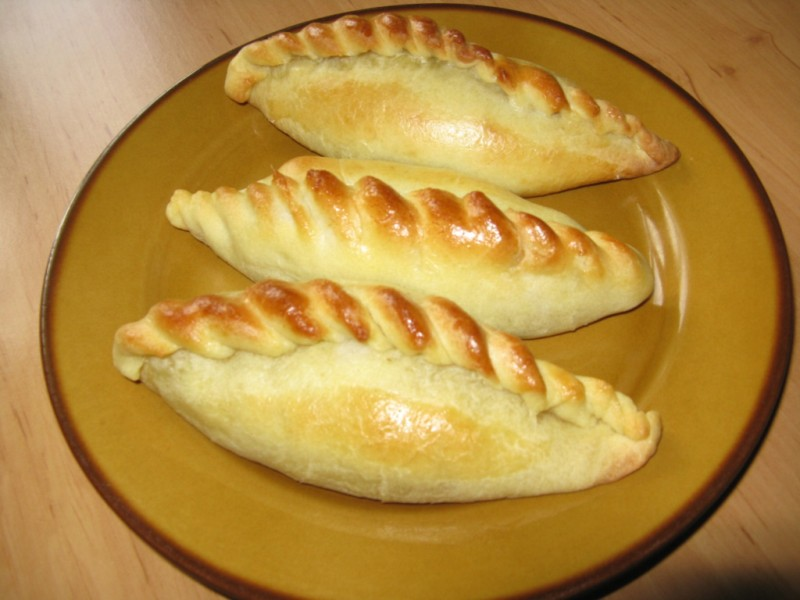
키비나스

키비나스(리투아니아어: kibinas)는 리투아니아의 소수 카라임족에게 인기있는 양고기와 양파로 가득한 전통적인 페이스트리이다. 리투아니아의 모든 카라임족은 주로 트라카이와 관련이 있다.

## 같이 보기
- 소를 넣은 음식 목록
- 엠파나다
- 고기 파이
- 턴오버 (음식)
- 삼사 (음식)